# Tanggu

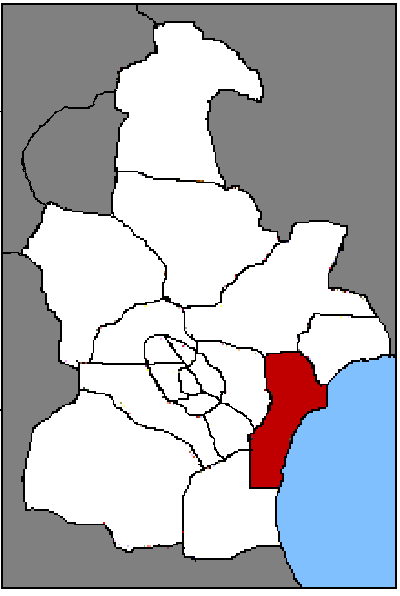
Położenie dzielnicy Tanggu na obszarze Tianjinu przed jej likwidacją w 2009 roku

Tanggu (chiń.: 塘沽区; pinyin: Tánggū Qū) – część (do 2009 roku dzielnica) miasta wydzielonego Tiencin w Chinach; położona na wschodzie miasta, przy ujściu Hai He do Zatoki Pohaj. W 2000 roku liczyła 552 610 mieszkańców. Ośrodek wydobycia soli z salin morskich a także ropy naftowej. Ważny port i węzeł kolejowy.

## Historia
Tanggu rozwinęło się dzięki pozyskiwaniu soli z salin. W 1949 roku Tanggu (do 1952 r. noszące nazwę Tangda) zostało przyłączone do Tiencinu. W latach 90. utworzono w dzielnicy strefę rozwoju gospodarczego i technologicznego.
9 listopada 2009 roku Tanggu utraciło status dzielnicy i wraz z dwiema sąsiednimi dzielnicami, Dagang i Hangu, zostało włączone do nowo powstałej dzielnicy Binhai.